# Dorymetaecus spinnipes
Dorymetaecus spinnipes är en spindelart som beskrevs av William Joseph Rainbow 1920. Dorymetaecus spinnipes ingår i släktet Dorymetaecus och familjen säckspindlar. Inga underarter finns listade i Catalogue of Life.